# Krasne (gemeente in powiat Rzeszowski)
De gemeente Krasne is een landgemeente in het Poolse woiwodschap Subkarpaten, in powiat Rzeszowski.
De zetel van de gemeente is in Krasne.

## Administratieve plaatsen (sołectwo)
Krasne, Malawa, Palikówka en Strażów